# Pave Gregor 2.
Gregor 2. (669 – 11. februar 731) var pave fra 715 til 731. Han var søn af Marcellus af Savelli-familien.
Han blev født i Rom i 669, og under under pave Sergius 1. blev han pavelig bibliotekar. Den 19. maj 715 blev han pave.
Han gav Bonifatius opgaven med at missionere i Tyskland, og i 722 udnævnte han Bonifatius til biskop.
Hans modstand mod den byzantinske kejser Leo 3.  som et resultat af den byzantinske billedstrid i det østromerske rige banede vejen for en lang række af opstande, splittelser og borgerkrige, der i sidste ende førte til etableringen af pavernes verdslige magt.
Gregor 2. døde den i Rom den 11. februar 731. Hans liturgiske mindedag er den 11. og 12. februar.